# Nedre Bjurtjärnen
Nedre Bjurtjärnen är en sjö i Sundsvalls kommun i Medelpad och ingår i Selångersåns huvudavrinningsområde.